# Heribert Trunk
Heribert Johann Trunk (* 25. August 1961 in Bamberg) ist ein oberfränkischer Logistikunternehmer. Von März 2012 bis April 2017 war er Präsident der Industrie- und Handelskammer (IHK) für Oberfranken.

## Leben
Heribert Trunk wurde als Sohn eines Speditionskaufmanns und dessen Ehefrau in Bamberg geboren. Sein Wirtschaftsabitur machte er 1980 am damaligen Graf-Stauffenberg-Gymnasium in Bamberg, dann war er in der elterlichen Spedition tätig und legte im Jahr 1987 die Prüfung zum Handelsfachwirt in Verbindung mit der Ausbildereignungsprüfung erfolgreich ab. Im Anschluss daran war Trunk bis zum Jahr 1997 beim Paketdienst German Parcel (heute Teil des britischen Paketdienstleisters General Logistics Systems) als Mitbegründer in führender Position tätig. 1989 war er an der Gründung des Supply-Chain-Management-Unternehmens BI-LOG mit Sitz in Bamberg beteiligt. Im Jahr 1997 verließ Trunk German Parcel und wandte sich ausschließlich seiner Tätigkeit als Vorsitzender der Geschäftsführung des Supply-Chain-Management-Unternehmens BI-LOG Service Group GmbH zu.
Trunk ist verheiratet und lebt in Bamberg. Er ist Vater von vier Kindern.

## Auszeichnungen
Im November 2007 zeichnete ihn der Bezirk Oberfranken mit der Ehrenmedaille in Silber aus.
Bayerns Wirtschaftsminister Martin Zeil verlieh Trunk am 8. Juli 2013 das Bundesverdienstkreuz. Die Auszeichnung würdigt vor allem die Verdienste Trunks als Unternehmer.
2016 erhielt er von Markus Söder die Finanzmedaille des Bayerischen Staatsministeriums der Finanzen.
Im Rahmen eines Festaktes hat die IHK für Oberfranken Bayreuth ihren früheren Präsidenten Heribert Trunk für herausragende Verdienste um die oberfränkische Wirtschaft mit der Großen IHK-Ehrenmedaille ausgezeichnet. Zu den Gratulanten zählte der ehemalige bayerische Ministerpräsident Horst Seehofer.
Heribert Trunk wurde mit dem  "Service Above Self Award" von Rotary International ausgezeichnet. Trunk ist einer von  81 Rotariern weltweit, die 2024 diese Auszeichnung erhielten. Seine  Leistungen umfassen die Gründung der Stiftung "Chance Jugend", die benachteiligte Jugendliche in Deutschland und Südafrika unterstützt.

## Wirtschaftliches Engagement
Auf Mitinitiative von Trunk wurden im Jahr 2005 der duale Studiengang FH Dual an der Hochschule für Angewandte Wissenschaften Hof und im Herbst 2006 mit dem Kaufmann für Dialogmarketing und der Servicekraft für Dialogmarketing zwei neue Ausbildungsberufe eingeführt. Seit 1998 ist Trunk in der Industrie- und Handelskammer Oberfranken tätig, zunächst als Mitglied des IHK-Gremiums Bamberg, dann als Vizepräsident, seit 2012 als Präsident. Überdies wurde Trunk für zwei Jahre in den Vorstand des DIHK berufen. Im Februar 2012 berief ihn der Präsident des Landgerichts Bamberg zum ehrenamtlichen Handelsrichter für die Dauer von fünf Jahren. Im Februar 2022 wurde er nochmals für die Dauer von 5 Jahren berufen.
Von 2012 bis 2017 war Trunk Mitglied des Beirats bei der Hauptverwaltung der Deutschen Bundesbank in Bayern. Seit Juli 2013 ist Trunk Vorsitzender des Kuratoriums der Universität Bayreuth.
Im Rahmen einer digitalen Feier zum 45. Gründungstag der Universität Bayreuth wurde Trunk zu deren Ehrensenator ernannt.
Staatsminister Joachim Herrmann ernannte ihn ab 2014 zum ehrenamtlichen Mitglied im Stiftungsrat der Oberfrankenstiftung (bis zum Jahr 2020).

## Politisches Engagement
Bereits während seiner Schulzeit war Heribert Trunk als Mitglied der Schüler Union Deutschlands und von 1980 bis 1981 als Landesvorsitzender der Schülerunion Bayern tätig.
Von 2001 bis 2003 war er Kreisvorsitzender der CSU Bamberg und von 2002 bis 2008 für die Bamberger CSU Mitglied des Stadtrats.

## Soziales Engagement
Am 24. Juni 2003 gründete Trunk die Chance Jugend Stiftung. Trunk ist im Vorstand der Don Bosco Stiftung engagiert.
Heribert Trunk ist seit 1. Juli 2000 Mitglied im Rotary Club Bamberg. Im rotarischen Jahr 2016/2017 war er Präsident des Rotary Club Bamberg. Trunk war 2020/2021 Distrikt-Governor des Rotary-Distrikts 1950 (68 Rotary Clubs).